# 安芸城
安芸城（あきじょう）は、高知県安芸市土居にあった日本の城（平山城）。江戸時代には土佐藩山内家家老の五藤家が居住し、安芸（安喜）土居として存続した。安芸市指定史跡。

## 概要
城は安芸平野のほぼ中央に位置し、小高い丘に、小詰めの段（本丸）が置かれ南側の平野部に曲輪が配された梯郭式の平山城である。城の東側には安芸川、西側には安芸川支流の矢の川が流れている。南側には溝辺の堀、北側には城ヶ淵があり、それらが天然の堀となっていた。また、さらに城の周囲に内堀を構え、堀を造成した際に出た土を掻き上げて土塁とした。
現在、城跡に安芸市立の歴史民俗資料館と書道美術館がある。

## 歴史
鎌倉時代末期の延慶2年（1309年）安芸親氏がこの地に城を構えたと伝えられている。以後、安芸氏の居城となった。安芸氏は土佐国東部の安芸郡を支配し、戦国時代には勢力を伸張し土佐七雄の一人となった。
安芸国虎の時代になり、西部に隣接する長宗我部元親との対立が繰り返され、元親の居城である岡豊城をしばしば攻撃した。永禄12年（1569年）7月、国虎は妻の兄である土佐国西部を支配する一条兼定と結び、八流の戦い（八流崩れ）と呼ばれる長宗我部氏討伐の合戦を起こした。しかし、総崩れとなり逆に安芸城を攻められる結果となった。安芸城での籠城は24日間に及んだが、やがて食糧も尽き、長宗我部側に内通した横山民部が井戸に毒を入れ倒れるものが続出したこともあり、城内の士気は著しく低下した。落城を覚悟した国虎は自害を条件に元親に残存する兵士と領民の助命を願い出た。8月11日、国虎は菩提寺の浄貞寺に入り自決し安芸城は落城した。
落城後はそのまま元親の弟香宗我部親泰が安芸城に入城し、阿波進攻の拠点となった。長宗我部氏は「安芸」を「安喜」と改め、明治時代初期までこの字が当てられた。元親の死後、家督を継いだ長宗我部盛親は関ヶ原の戦いにおいて西軍に所属したため改易となった。
江戸時代になり山内氏が土佐一国を与えられると、重臣の五藤為重に1,100石を与え安喜郡周辺に配した。為重は居留地として安喜城を選んだが、元和元年（1615年）の一国一城令により城ではなく「土居」と称した。すでに存在していた内堀と土塁の内側に屋敷を構え、石垣を築いて枡形と櫓門を整備し、土塁の上に塀を築くなどの改修を行った。以後、明治時代に至るまで「安芸（安喜）土居」として五藤氏が居住した。土居の周囲には家臣団の武家屋敷が整えられ、現在も土居廓中として現存している。

## ギャラリー

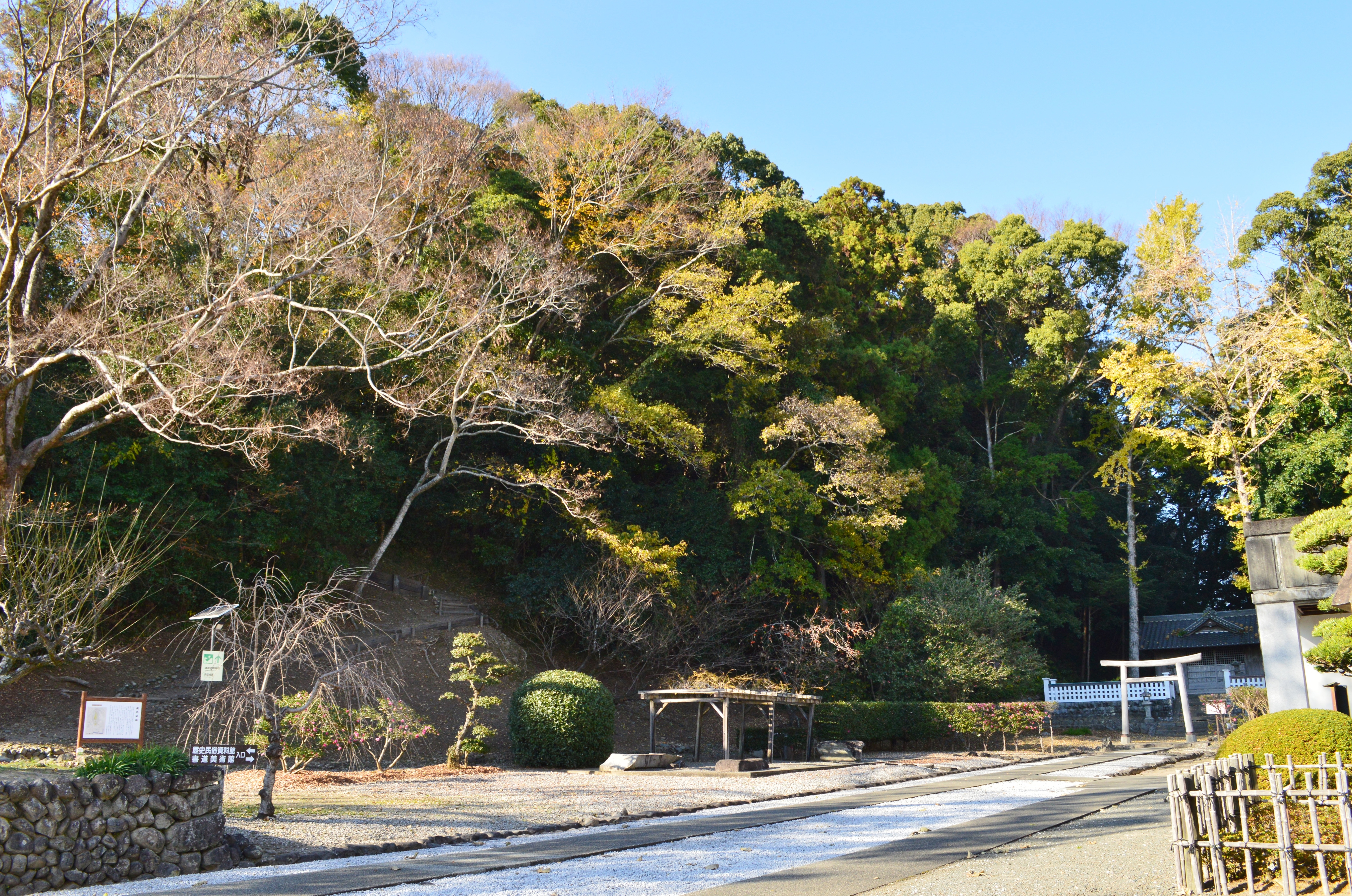
城山概観
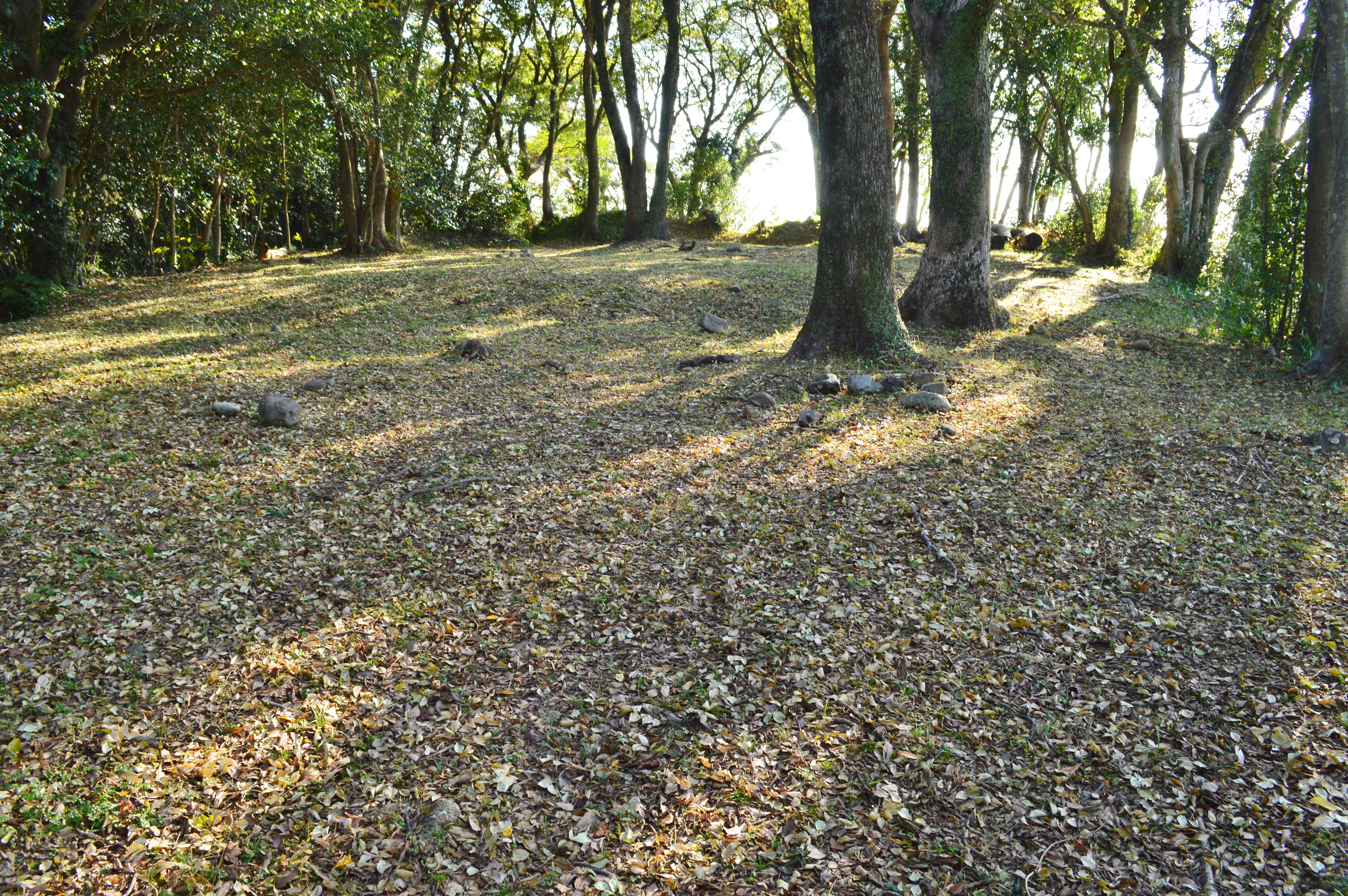
一ノ段
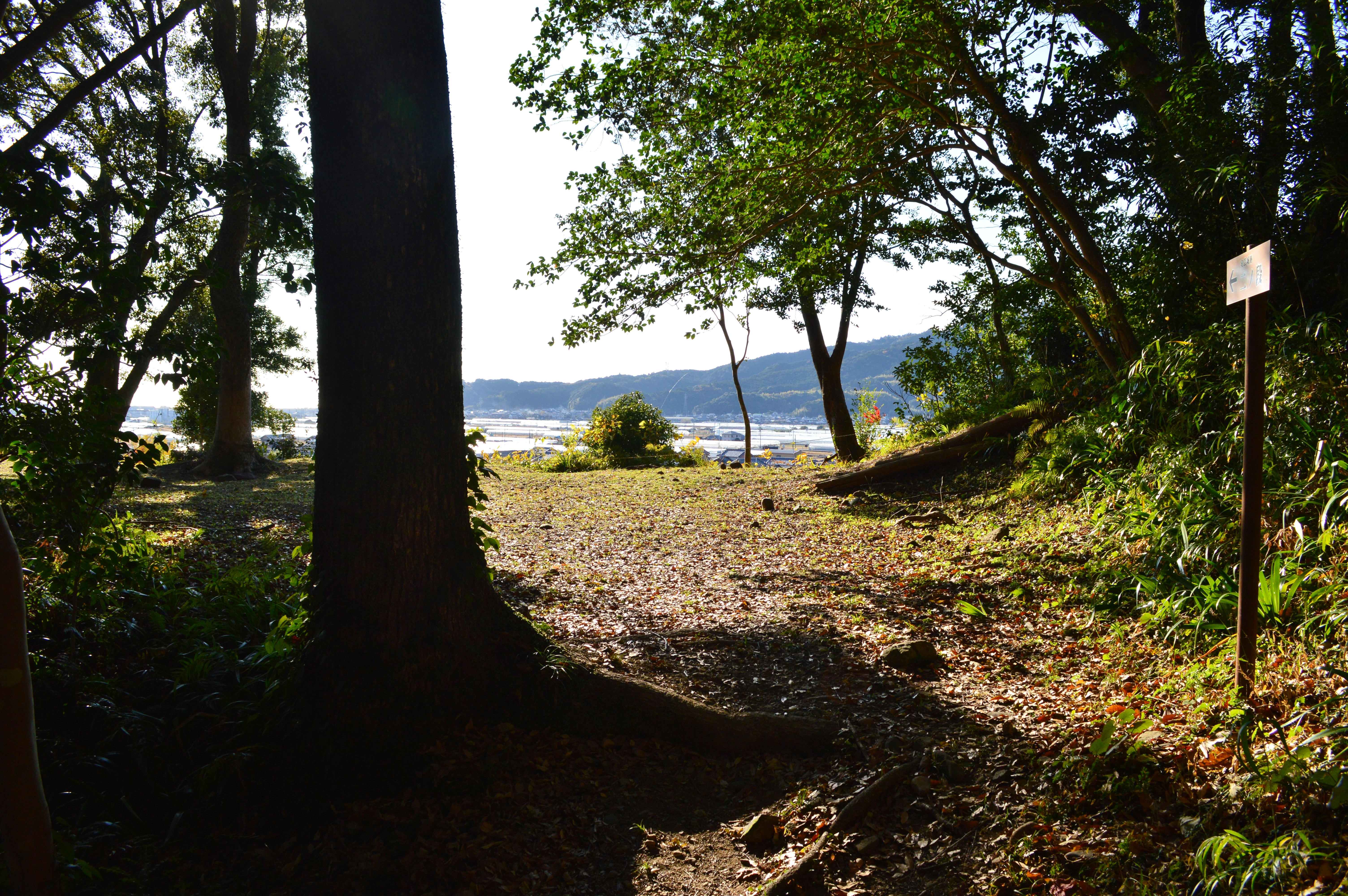
二ノ段
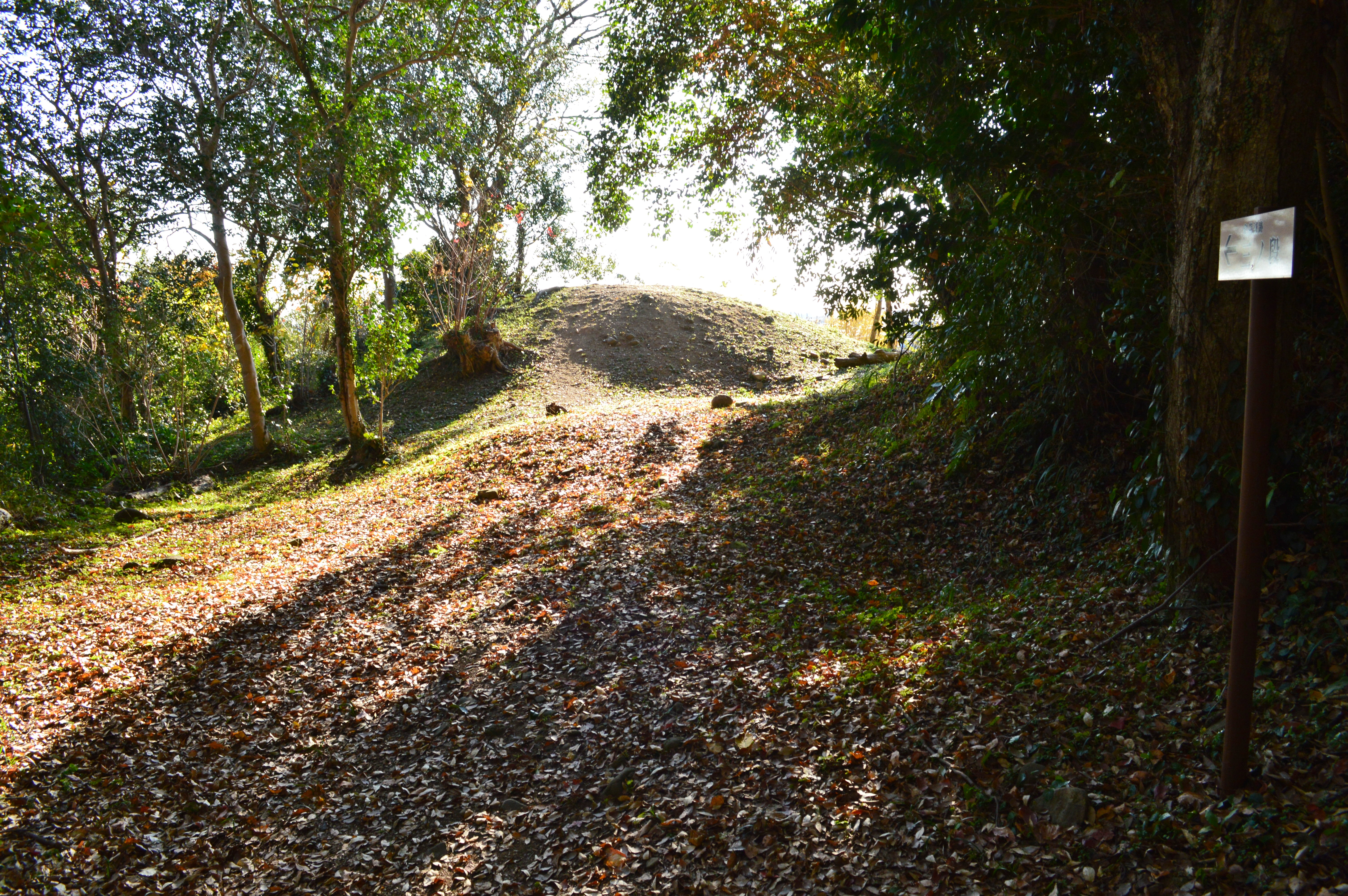
三ノ段
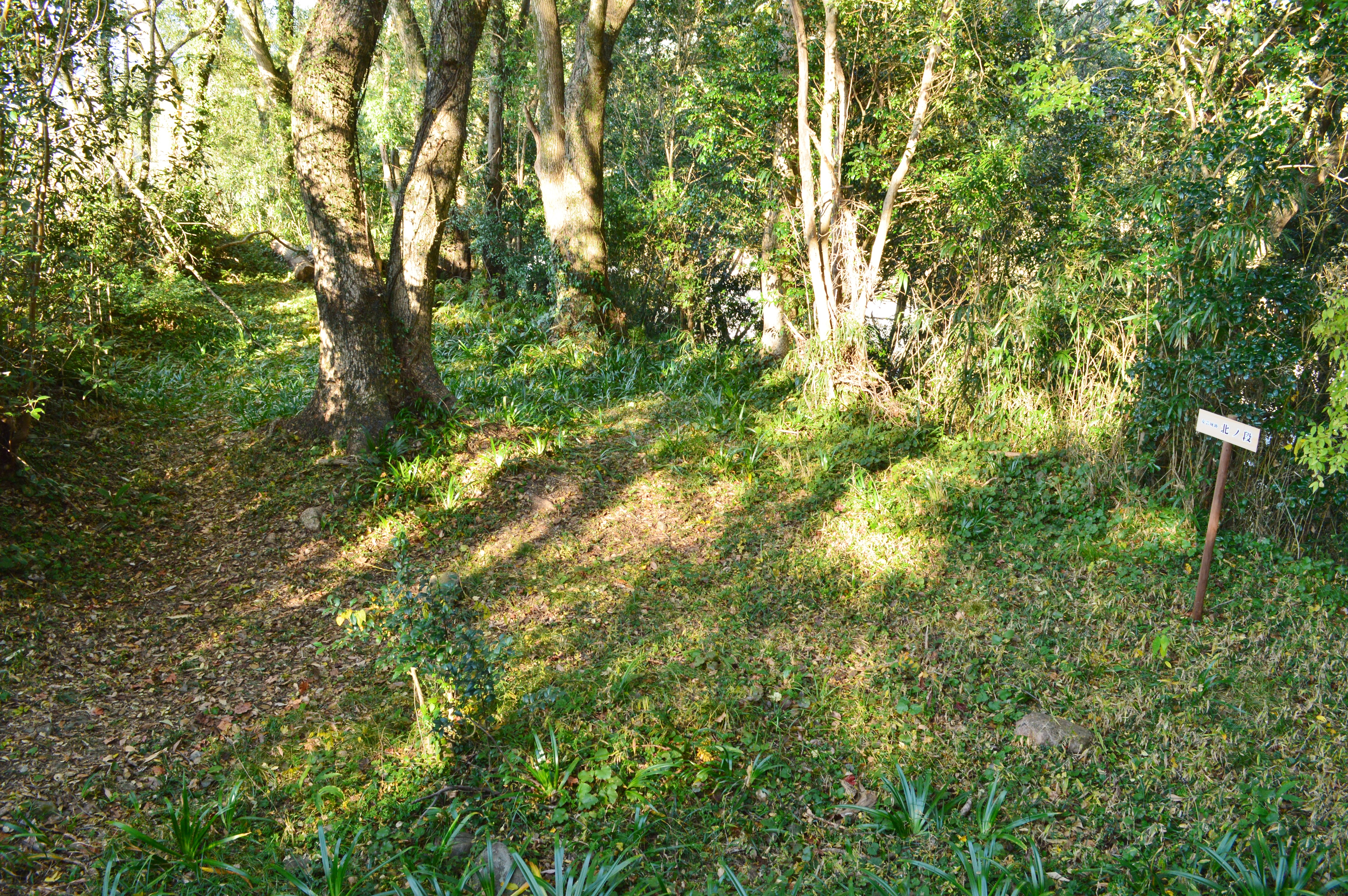
北ノ段
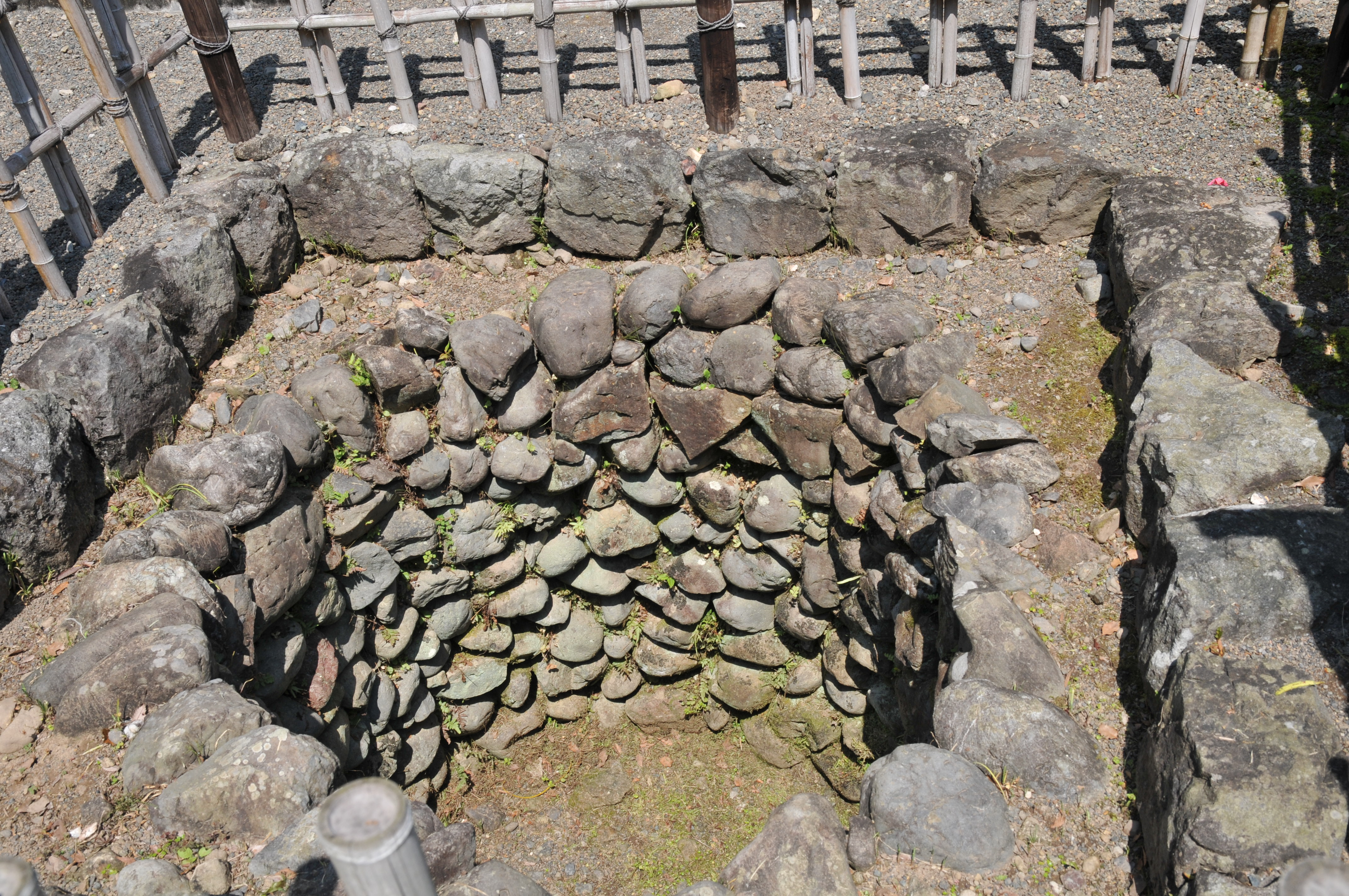
毒井戸跡
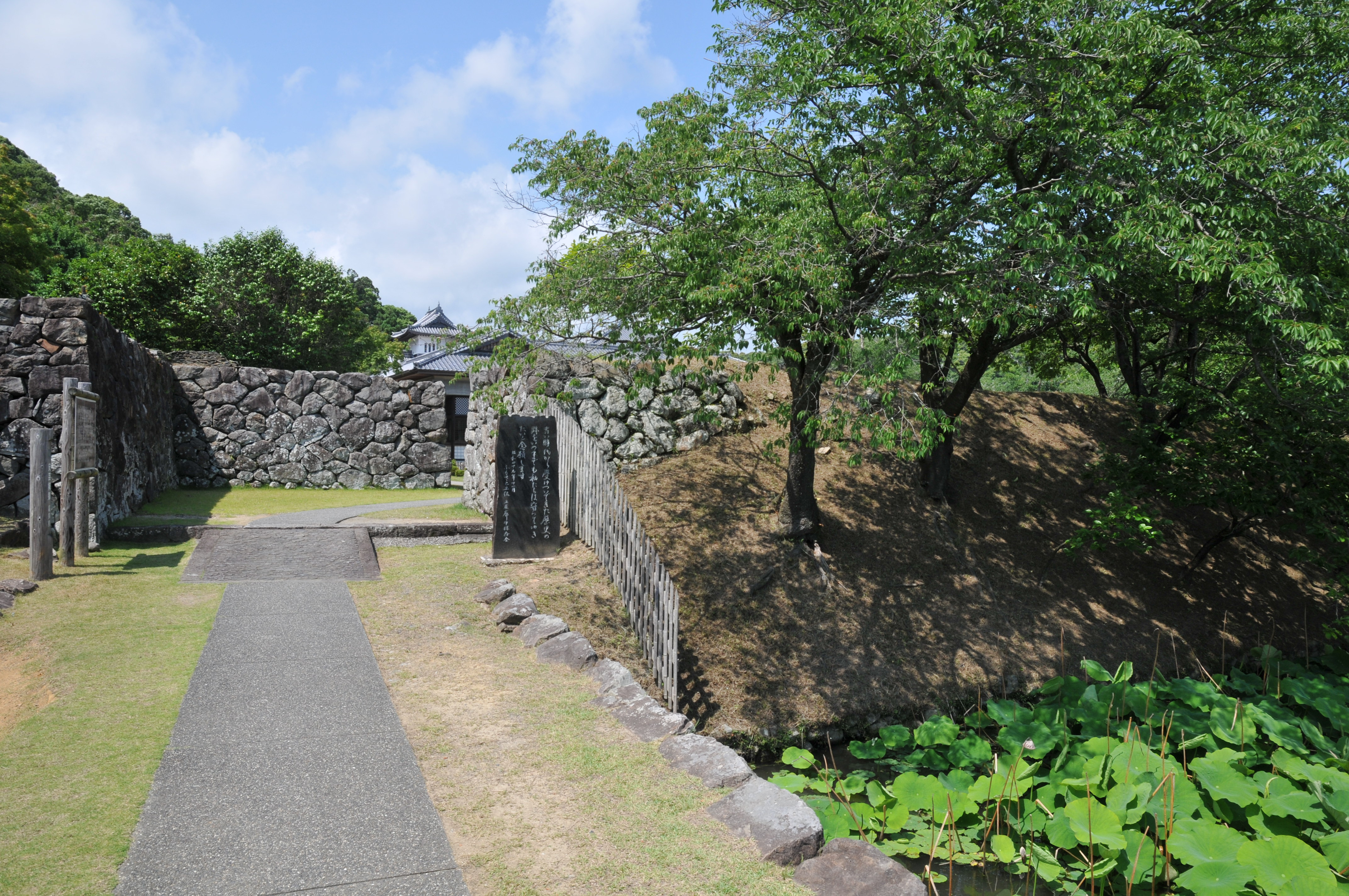
枡形虎口
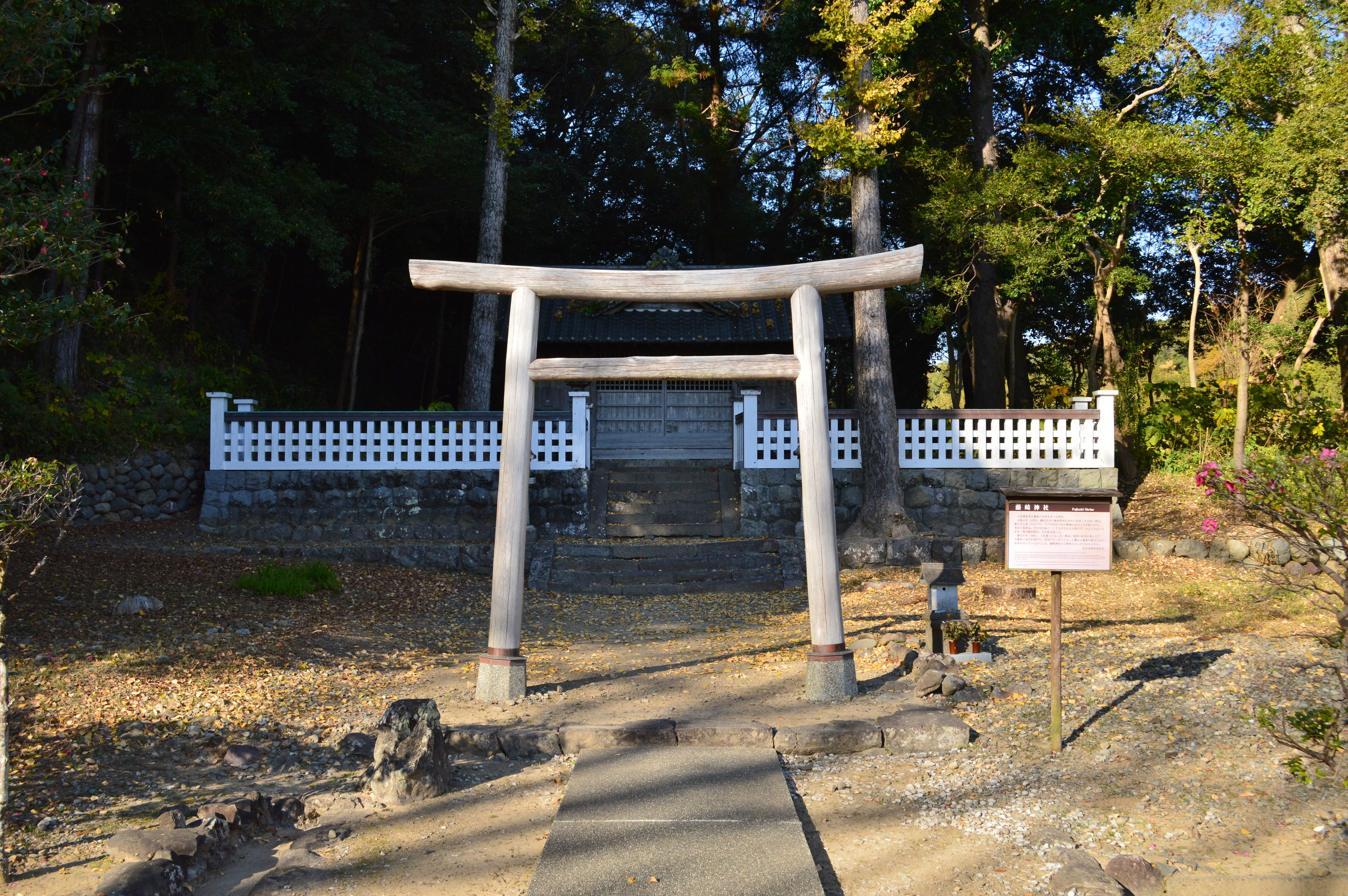
藤崎神社
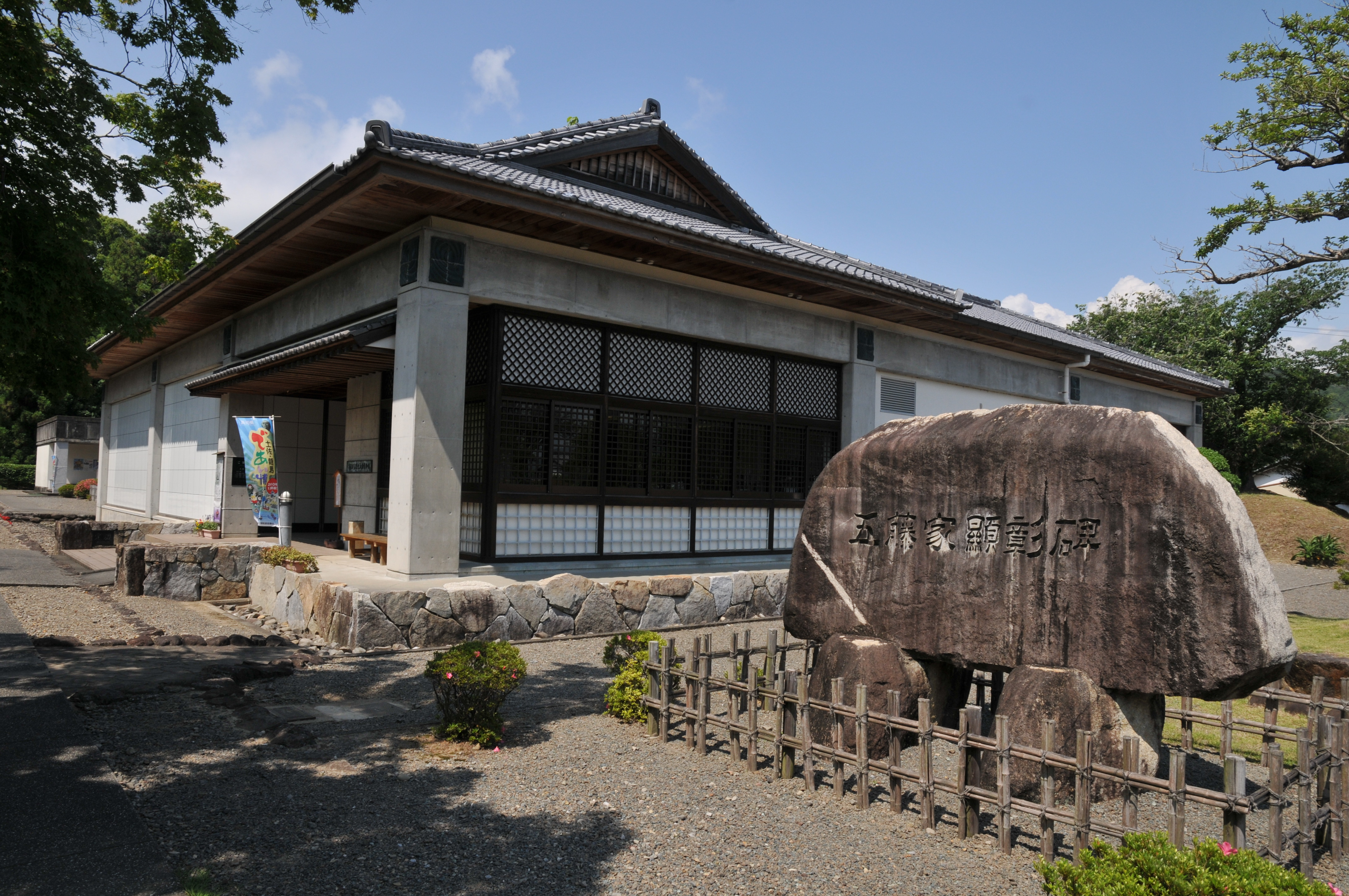
安芸市立歴史民俗資料館
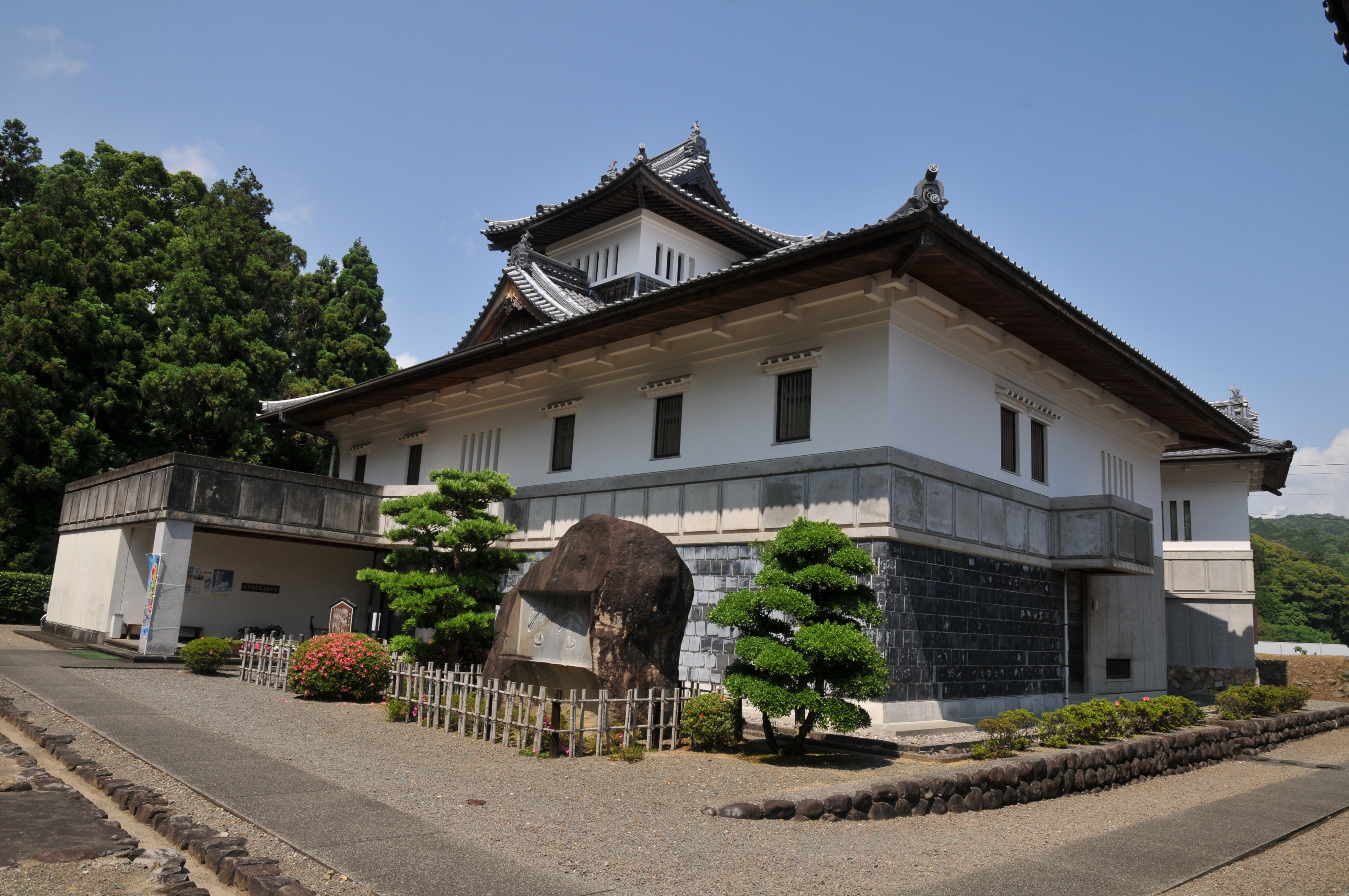
安芸市立書道美術館